# Comando Cóndor
El Comando Cóndor va ser un grupo de tareas format per elements d'ideología nazi que va actuar durant l'autoanomenat Procés de Reorganització Nacional (la dictadura militar que va ocupar de facto el poder en l'Argentina des del 1976 fins al 1983). Els principal objectiu, que compartia amb el Comando de Moralidad, va ser perseguir homosexuals a finals de la dictadura.
El juny de 1982 aquest este comando va difondre un comunicat de premsa en el qual afirmava "vamos a acabar con teatros de revistas y homosexuales". A Buenos Aires, aquest grup va assassinar 26 persones.